# Discover Airlines
Discover Airlines anciennement Eurowings Discover est une compagnie aérienne long-courrier allemande. Elle est la filiale de la compagnie aérienne allemande Eurowings et fait partie du groupe Lufthansa.

## Histoire
Le premier vol de Discover Airlines a eu lieu le 24 juillet 2021 entre sa base de Francfort et Mombasa et Zanzibar après avoir obtenu sa certification de transporteur aérien auprès des autorités allemandes de l'aviation civile.

## Flotte

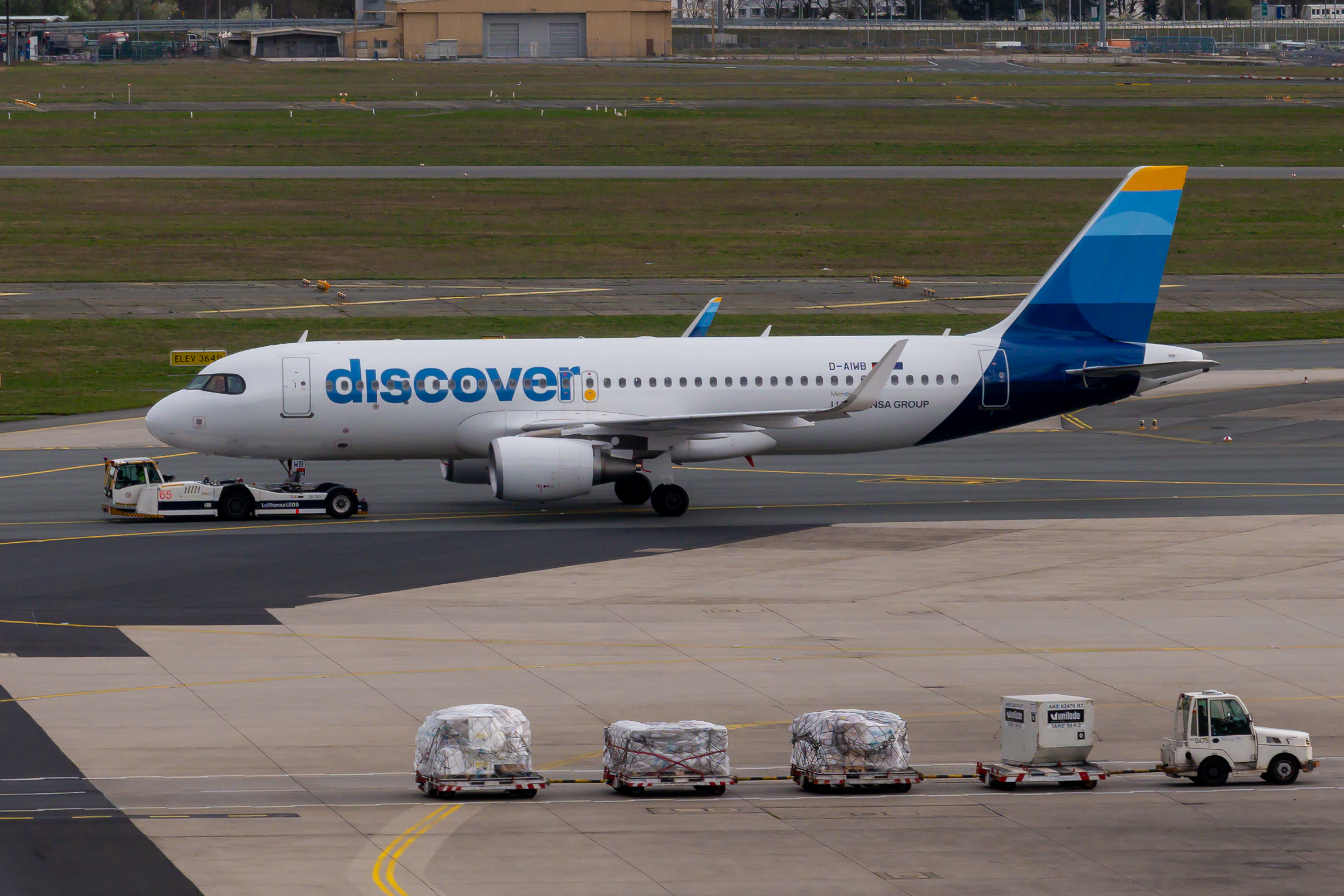
Un appareil dans les couleurs de Discover Airlines.

Au 10 mars 2025, Discover Airlines exploite une flotte d'au total 28 appareils d'un âge moyen de 12,9 ans:
| Type            | En service | Commandes | Remarques |
| --------------- | ---------- | --------- | --------- |
| Airbus A320-200 | 15         | -         |           |
| Airbus A330-200 | 3          | —         |           |
| Airbus A330-300 | 10         | -         |           |
| Total           | 28         | -         |           |